# ФК Младост Кончарево
ФК Младост Кончарево,је српски фудбалски клуб из Кончарева код Јагодине, и тренутно се такмичи у Међуопштинској лиги. Шестом такмичарском нивоу српског фудбала. Клуб је настао 1948 године. Боје клуба су плаво беле.

## Фудбалски терен у Кончареву
Фудбалски терен у Кончареву налази се у центру села и један је од бољих терена у Поморавском округу,димензије терена су 95 m (дужина) са 46 m (ширина). Терен поседује монтажне трибине капацитета око 500 места.
Терен поседује и подземне прскалице као и рефлекторе који омогућавају ноћне тренинге и одигравање вечерњих утакмица.